# Robert Manry
Robert Neal Manry (urodzony 2 czerwca 1918 w Landour (Indie), zmarł 21 lutego 1971 w Union City w Pensylwanii) – amerykański dziennikarz i żeglarz. W 1965 przepłynął Atlantyk na żaglówce Tinkerbelle o długości 4,1 metra. Wówczas była to najmniejsza jednostka, która przepłynęła Atlantyk.

## Życiorys
Robert Manry był synem prezbiteriańskiego misjonarza, który wykładał filozofię w Ewing College w Allahabad.
W 1936/37 przez jeden semestr studiował na Lingnan University w Kantonie, a od 1937 roku zaczął studiować politologię w Antioch College w Yellow Springs w Ohio.
W czasie II wojny światowej był aresztowany jako obdżektor, lecz później służył w wojsku jako fotograf. Po wojnie powrócił na studia, które ukończył w 1948.
Pracował jako reporter dla różnych gazet, a od 1953 jako redaktor w The Plain Dealer – dzienniku Cleveland.
W 1965 roku przepłynął Atlantyk na jachcie Tinkerbelle. Po rejsie stał się sławny, przestał pracować dla The Plain Dealer, napisał książkę Tinkerbelle, która stała się bestsellerem. Zarabiał też jeżdżąc z odczytami.
W 1967 na jachcie Curlew odbył roczny rejs z rodziną dookoła Stanów Zjednoczonych.
Zmarł nagle na atak serca. Został pochowany w Mt. Lebanon w Pennsylwanii.

## Rejs Tinkerbelle
W 1958 Manry kupił małą łódkę żaglową za 160 dolarów. Po wyremontowaniu rodzina używała jej w czasie wakacji do rejsów po okolicznych jeziorach. Początkowo łódź nie miała pokładu ani kabiny. Na początku lat 60 przebudowywana i ulepszana.
W 1964 Robert Manry rozważał udział w rejsie przez Atlantyk wraz z jednym ze swych znajomych (Na innym jachcie). Kiedy znajomy wycofał się, Manry podjął decyzję o samotnym rejsie przez Atlantyk na Tinkerbelle.
1 czerwca 1965 wyruszył z Falmouth w Massachusetts. Jacht nie był wyposażony w samoster ani w radio lecz Manry wyposażył go w potrzebne zapasy i zabrał narzędzia oraz materiały, aby dokonywać napraw w razie potrzeby. Po trudnym rejsie dotarł do Falmouth w Anglii 17 sierpnia, po 78 dniach podróży.
Mimo że wyruszał bez rozgłosu już w czasie rejsu stał się sławny. Redaktor naczelny The Plain Dealer uznał rejs za sposobność do reklamy gazety i zwiększenia nakładu. Gazeta zamieściła kilka artykułów o żeglarzu i jego rodzinie. Zostało to podchwycone w innych krajach i kiedy Tinkerbelle zbliżała się do Europy, wiadomości o rejsie ukazywały się na pierwszych stronach gazet. Przeprowadzano z nim wywiady jeszcze na morzu, a kiedy dobił do Falmouth, witał go 20 tysięczny tłum z władzami miasta na czele.

## Życie rodzinne
Ożenił się z Virginią Place w 1950. Mieli dwoje dzieci: córka Robin urodziła się w 1952, a syn Douglas w 1954. Wzięli oni (wraz z matką) udział w rejsie Curlew. Manry planował wydanie nowej książki, lecz śmierć jego żony w 1969 załamała go na tyle, że książki nie napisał. W październiku 1970 ożenił się ponownie, żoną została Jean Flaherty.